# Lane Rogers
Lane Vincent Rogers (nacido el 14 de agosto de 1994 en Kentucky) es un actor pornográfico, personalidad de Youtube, streamer de Twitch  y modelo de cámara web para adultos estadounidense conocido anteriormente como Blake Mitchell.

## Biografía
Antes de iniciar su carrera en la industria de la pornografía, trabajó en varios restaurantes. En febrero de 2014, comenzó a ser modelo de cámara web en el sitio web Chaturbate donde se destacó y se dio a conocer por el productor porno Casey Roman.Poco después, estableció una colaboración con el estudio cinematográfico Helix Studios y debutó con una escena en la película Take it from Blake de diciembre de 2014.También apareció en películas de Himeros.tv.En enero de 2019, anunció el fin de la cooperación con Helix Studios.
En 2018, ganó el Premio Grabby de la industria por ganar las categorías: pene más caliente y mejor escena de sexo grupal (en la película Breathe).Ese mismo año, recibió premios en el Premio GayVN en las siguientes categorías: mejor escena de sexo grupal (en Lifeguards), mejor escena de twink (en Boys Night), cam boy favorito y cuerpo favorito.
En 2020, en los premios Str8UpGayPorn, recibió el premio a Intérprete del año y Escena del año en la película Blake Mitchell Is An American in Prague.En 2021 apareció en su primera escena pornográfica heterosexual.

### Vida privada
Mitchell se considera bisexual; mantuvo una relación corta con el también actor Casey Tanner. Mantuvo una relación con Chad Alec. En 2019 el actor pidió que se le dejará de llamar como Blake Mitchell y empezarán a usar su nombre real.
En 2022, comenzó a estudiar en la Universidad de Kentucky.

## Premios y nominaciones
| Año  | Premio                | Categoría                      | Película                                | Otros artistas                                             | Resultado |
| ---- | --------------------- | ------------------------------ | --------------------------------------- | ---------------------------------------------------------- | --------- |
| 2016 | Premios Grabby        | El pene más caliente           | –                                       | –                                                          | Nominado  |
| 2016 | Premios Grabby        | La mejor escena de sexo grupal | Mirage                                  | Kody Knight, Andy Taylor, Brad Chase                       | Nominado  |
| 2016 | Premios Grabby        | Mejor dúo                      | Raw Exposure                            | Tanner Casey                                               | Nominado  |
| 2017 | Premios Grabby        | El activo más popular          | –                                       | –                                                          | Nominado  |
| 2017 | Premios Grabby        | Mejor escena de sexo grupal    | Lifeguards                              | Evan Parker, Tyler Hill, Kyle Ross, Max Carter, Joey Mills | Nominado  |
| 2018 | Premios GayVN         | Mejor escena de sexo grupal    | Lifeguards                              | Evan Parker, Tyler Hill, Kyle Ross, Max Carter, Joey Mills | Ganador   |
| 2018 | Premios GayVN         | La mejor escena de "gemelos"   | Boys Night                              | Logan Cross, Colton James, Sean Ford                       | Ganador   |
| 2018 | Premios GayVN         | La mejor escena de "gemelos"   | Proteín                                 | Corbin Colby                                               | Nominado  |
| 2018 | Premios GayVN         | Premio Fan – Cuerpo Favorito   | –                                       | –                                                          | Ganador   |
| 2018 | Premios GayVN         | Premio Fan - Cam Boy favorito  | –                                       | –                                                          | Ganador   |
| 2018 | Premios Grabby        | El pene más caliente           | –                                       | –                                                          | Ganador   |
| 2018 | Premios Grabby        | Mejor escena de sexo grupal    | Breathe                                 | Wes Campbell, Corbin Colby, Sean Ford, Joey Mills          | Ganador   |
| 2018 | Premios Grabby        | Mejor actor universal          | –                                       | –                                                          | Nominado  |
| 2018 | Premios Grabby        | Artista del año                | –                                       | –                                                          | Nominado  |
| 2019 | Premios Grabby        | Activo más popular             | –                                       | –                                                          | Nominado  |
| 2019 | Premios Grabby        | El pene más caliente           | –                                       | –                                                          | Nominado  |
| 2019 | Premios Grabby        | Mejor dúo                      | Mine                                    | Joey Mills                                                 | Nominado  |
| 2019 | Premios Grabby        | Artista del año                | –                                       | –                                                          | Nominado  |
| 2019 | Premios Grabby        | Mejor trío                     | Spitroasted                             | Corbin Colby y Clay Turner                                 | Nominado  |
| 2020 | Premios Str8UpGayPorn | Artista del año                | –                                       | –                                                          | Ganador   |
| 2020 | Premios Str8UpGayPorn | Escena del año                 | Blake Mitchell Is An American In Prague | Eluan Jeunet, Andréi Karenin                               | Ganador   |